# Die chinesischen Schuhe
Die chinesischen Schuhe ist ein Dokumentarfilm von Tamara Wyss aus dem Jahr 2004.

## Handlung
Im Jahr 1997 räumte der Vater der Regisseurin seinen Keller aus. Dabei entdeckte Tamara Wyss viele alte Fotos, die sie bisher nicht kannte, dazu kamen noch die Tagebücher ihrer Großmutter, die sie nun zu lesen begann. Als sie dann bei der Recherche in deutschen Archiven die kompletten Konsularunterlagen aus der Diplomatenzeit ihres Großvaters in China fand, kam die Idee zu dem Film. Fritz Weiss war Konsul des deutschen Kaiserreiches, lernte während seines Urlaubs in Deutschland Hedwig Sonnenburg kennen, heiratete sie umgehend und nahm sie mit nach Sichuan.
Auf den Spuren ihrer Großeltern begab sich Tamara Wyss den Jangtsekiang flussaufwärts, zur Drei-Schluchten-Talsperre. Gedreht wurde wenige Wochen vor der Fertigstellung des Staudamms, alte Städte wurden abgerissen, neue gebaut, der Welt größter Staudamm lässt den Fluss, den ihre Großeltern noch entlangfuhren, verschwinden. Es wurde immer schwieriger, die auf den alten Fotos gezeigten Stellen zu finden. Der Film richtet sein Augenmerk immer wieder auf die Menschen, denen Tamara Wyss während ihrer Reise begegnete, die die Nachfahren jener sein könnten, die auf den alten Fotografien zu sehen sind. Mit erstaunlicher Offenheit und einer überraschenden Gelassenheit berichten sie von den Verwerfungen chinesischer Geschichte und den Folgen aktueller Politik für ihr Leben. Es wurden ehemalige Bootsleute und Treidler gezeigt, die sich eine neue Beschäftigung suchen mussten. Eine Gruppe von ihnen hat ihre Erfahrungen zu einem Theaterstück für Touristen verarbeitet und kann somit auch weiterhin einer Arbeit nachgehen.
In der zweiten Hälfte des Filmes ging es in die großen Städte Sichuans: Chongqing und Chengdu. Es sind moderne Zentren, die die erstaunlichen Fundamente der chinesischen Geschichte zu überlagern scheinen. Hier erfolgte ein Besuch bei dem Architekten des Mao Denkmals in Chengdu, der verschmitzt von den damaligen Vorgaben für das Bauwerk erzählt, das wohl immer Zentrum Chengdus bleiben wird. Ein Rechtsanwalt, der die Geschichte seines eigenen Großvaters recherchierte, bot einen Einblick in die kurzen Momente der Mehrparteiendemokratie nach der ersten chinesischen Revolution im Jahr 1911.
Der Titel bezieht sich auf die kleinen Schuhe, die die Chinesinnen tragen mussten, da das Wachstum ihrer Füße durch Abschnüren verhindert wurde. Mit solchen Schuhen, von ihrer Großmutter aus China mitgebracht, spielte Tamara Wyss als Kind. Am Schluss des Films traf sie die bereits 110-jährige Zhang Zhenhua, der sie jenes Andenken zeigte, das ihre Großmutter aus einer Zeit mitbrachte, in der beide Frauen jung waren und sich doch nie begegnen konnten: Die chinesischen Schuhe.

## Produktion
Der Farbfilm entstand in Zusammenarbeit mit China Intercontinental Communication Center Beijing sowie in Koproduktion mit dem RBB, RBB-ARTE, NDR und SWR. Die Produktion wurde gefördert durch Medienboard Berlin-Brandenburg GmbH und die Medien- und Filmgesellschaft Baden-Württemberg mbH.
Die Uraufführung erfolgte am 28. Oktober 2004 anlässlich der  Internationalen Hofer Filmtage. Die Erstausstrahlung im Fernsehen fand am 6. November 2006 auf ARTE statt.

## Kritik
Das Lexikon des internationalen Films bezeichnet diesen Film als eine klassische Reisereportage, die durch das Nebeneinander von Tradition und Modernem eine Spannung erzielt, die von den Menschen naiv-begeistert angenommen wird.